# Pandemia di COVID-19 in Illinois

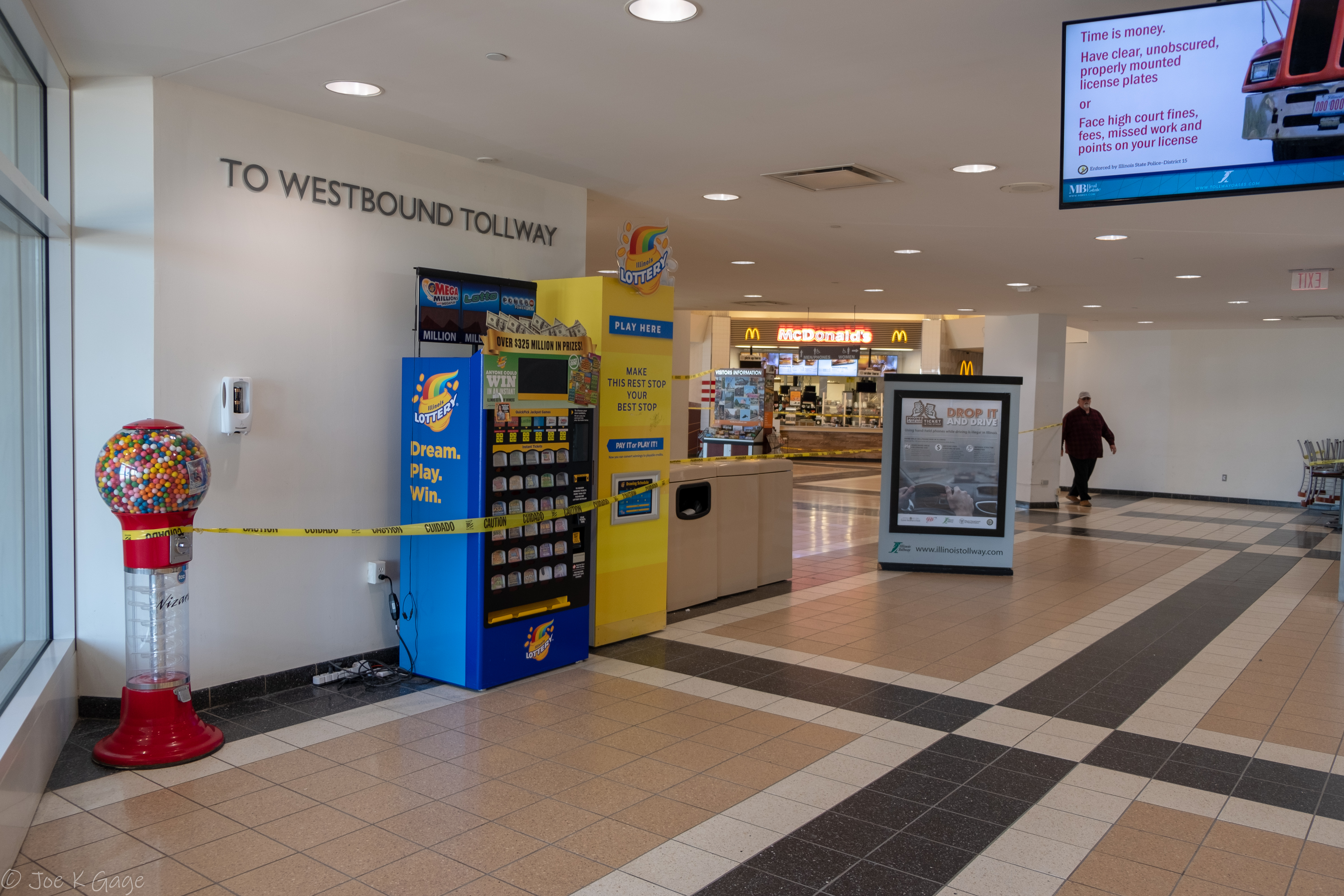
Distributori chiusi in un centro commerciale a DeKalb.

La pandemia di COVID-19 in Illinois, Stati Uniti, è iniziata il 24 gennaio 2020, quando una donna di Chicago, appena tornata dal luogo di origine della pandemia a Wuhan, Hubei, Cina, è risultata positiva al virus. Questo è stato il secondo caso di COVID-19 negli Stati Uniti durante la pandemia. Al marito della donna è stata diagnosticata la malattia pochi giorni dopo, il primo caso noto di trasmissione da uomo a uomo negli Stati Uniti. La trasmissione comunitaria non è stata sospettata fino all'8 marzo, quando è stato confermato un caso senza alcun collegamento con altri casi o viaggi recenti. 
A metà marzo, quando il numero di casi noti è salito a due cifre, il governatore J. B. Pritzker ha emesso una proclama di disastro, l'equivalente di uno stato di emergenza, per rispondere alla crisi. Lo stato ha adottato misure per arrestare la diffusione della malattia chiudendo tutte le scuole e le università, ordinando la fine degli sfratti, ordinando la chiusura di tutti i bar e ristoranti ai commensali e limitando in altro modo i grandi raduni di persone. Man mano che il virus si diffondeva ulteriormente, lo stato istituì un ordine di soggiorno ancora più forte, colpendo scuole e aziende in tutto lo stato. In un primo momento dichiarato tra le date del 21 marzo e il 7 aprile, l'ordine è stato successivamente prorogato fino al 30 aprile, poi al 29 maggio.
Durante il mese di dicembre 2020, l'Illinois ha registrato il secondo più alto numero di morti a settimana, classificandosi al quinto posto pro capite. Questa crisi ha stimolato le richieste del governatore Pritzker di rispondere alla pandemia in modo più aggressivo. A dicembre 2020, l'Illinois ha il quarto più alto numero di casi confermati negli Stati Uniti. 
Al 30 dicembre 2020 l'Illinois ha somministrato 129.192 dosi di vaccino COVID-19, pari all'1,02% della popolazione.

## Cronologia

### Gennaio
Il 24 gennaio 2020 i funzionari sanitari dell'Illinois hanno annunciato il primo caso confermato di COVID-19 nello stato, che è stato anche il secondo caso confermato negli Stati Uniti. Il caso era una donna sulla sessantina che era tornata da una visita dal 25 dicembre al 13 gennaio a Wuhan, in Cina, fonte dell'epidemia, dove aveva spesso visitato un parente ricoverato e altri membri della famiglia con malattie respiratorie. Ha iniziato a manifestare sintomi dopo il ritorno a Chicago ed è stata isolata presso il St. Alexius Medical Center nel sobborgo di Chicago di Hoffman Estates.
Il 30 gennaio, i Centers for Disease Control and Prevention (CDC) hanno confermato che la prima trasmissione da persona a persona nota negli Stati Uniti dal virus SARS-CoV-2 (allora noto come 2019-nCoV) si era verificata a Chicago. Secondo i CDC, la donna che è stata il primo caso dell'Illinois aveva trasmesso il virus al marito, che è stato confermato come il secondo caso dell'Illinois e il sesto caso nel paese dopo essere risultato positivo. L'uomo è stato isolato nello stesso ospedale di sua moglie. 

### Febbraio
Il 7 febbraio, i due casi dell'Illinois sono stati dimessi dall'ospedale e hanno iniziato l'isolamento domiciliare. Entrambi hanno recuperato completamente e hanno terminato l'isolamento il 14 febbraio. Il 29 febbraio, un terzo residente dell'Illinois è risultato positivo al virus nella periferia della contea di Cook.

### Marzo

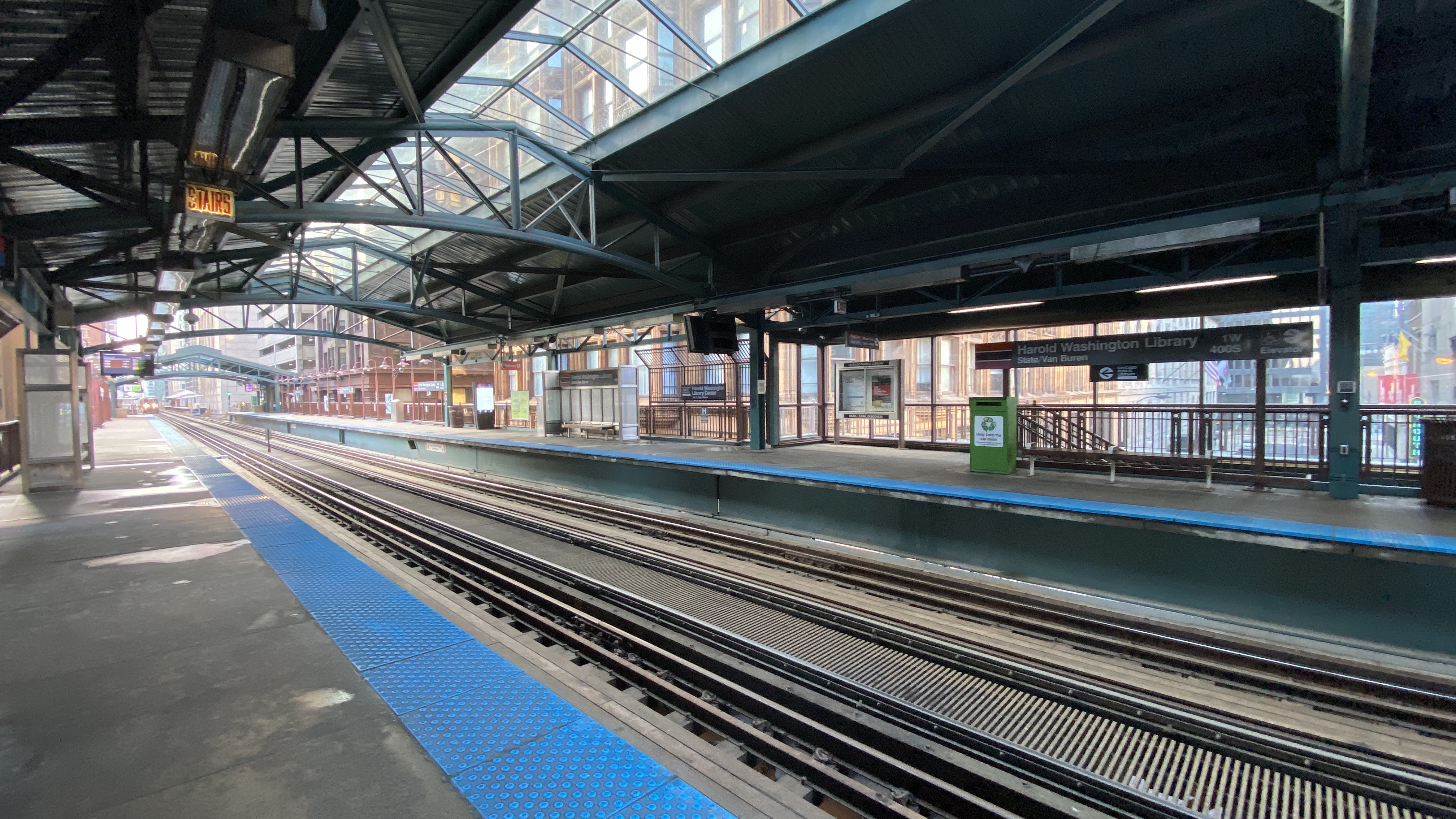
La stazione metropolitana Harold Washington Library CTA L Station vuota.

Il 14 marzo, il numero totale di casi in Illinois è salito a 66. Questi includevano i primi casi nell'area metropolitana di Chicago, con pazienti risultati positivi nelle contee di Woodford, Cumberland  e St. Clair. Un nuovo caso nella contea di DuPage ha riguardato il primo residente in una struttura di assistenza a lungo termine dell'Illinois a contrarre il virus. All'aeroporto internazionale O'Hare, viaggiatori di ritorno dall'Europa hanno affrontato una migliore valutazione da parte dei funzionari doganali statunitensi a causa del divieto di viaggio federale stabilito il giorno prima. Le proiezioni hanno portato a lunghe attese e strutture sovraffollate all'aeroporto, sia il governatore J. B. Pritzker che il sindaco Lightfoot hanno duramente criticato come non sicure.
Il 17 marzo, il numero di casi è salito a 160. Le autorità hanno annunciato la prima morte correlata al COVID-19, una donna sulla sessantina di Chicago; infermiera in pensione del South Side, la donna soffriva di una condizione sottostante che in seguito si rivelò essere asma e morì presso il Medical Center dell'Università di Chicago. 822 dei nuovi casi sono stati confermati in una casa di cura di Willowbrook, inclusi 18 residenti e quattro membri del personale; Questi casi erano legati a un caso iniziale annunciato il 14 marzo. La Northwestern University, l'Università dell'Illinois a Chicago e l'Illinois Institute of Technology hanno confermato che le persone nel campus sono risultate positive al coronavirus. Altri nuovi casi includevano dipendenti dell'aeroporto internazionale di Midway e un operaio dei vigili del fuoco di Chicago.
Il 26 marzo, il Dipartimento della Salute ha annunciato 673 nuovi casi di malattia da COVID-19 insieme a sette decessi. Queste morti includevano una donna di 90 anni, un uomo di 70 anni, due uomini di 60 anni e due donne e un uomo di 50 anni; nessuna informazione sulla contea era disponibile per questi individui. I funzionari del Dipartimento della salute pubblica hanno annunciato il primo caso nella contea di Iroquois.
Il 30 marzo, il dottor Ngozi Ezike, direttore del Dipartimento della Salute, ha annunciato che ci sono stati 461 nuovi casi e otto decessi. Le contee che hanno riportato la morte sono state Cook (un uomo sulla cinquantina, un uomo sulla sessantina, una donna sulla sessantina e una donna sulla settantina), DuPage (un uomo sulla sessantina), Kendall (una donna di 60 anni) e Will (un uomo sulla cinquantina e un uomo sulla sessantina). Un altro decesso ha riguardato un uomo incarcerato del Centro di correzione di Stateville. Inoltre, c'erano dodici uomini incarcerati a Stateville che sono stati ricoverati in ospedale e per i quali sono stati richiesti molti ventilatori. Sono state coinvolte altre 77 persone incarcerate con sintomi, in isolamento presso la struttura insieme a undici membri del personale. I test per COVID-19 hanno rivelato il primo caso di infezione il 22 marzo nella prigione della contea di Cook. Il 10% dei 5.000 detenuti è stato rilasciato per precauzione, ma il 30 marzo il numero di contagi era salito a 134. I primi casi confermati di malattia da coronavirus sono stati annunciati in datat per le contee di Clark, Crawford, Marion, Randolph e Saline.
Il 31 marzo, altri 937 casi confermati sono stati annunciati insieme a 26 decessi portando il bilancio delle vittime a 99. Le contee di Ford e Ogle hanno segnalato i loro primi casi confermati in questa data, mentre le seguenti contee hanno avuto decessi legati alla malattia. Cook (due uomini di 50 anni, un uomo di 60 anni, due donne di 60 anni, cinque uomini di 70 anni, due donne di 70 anni, tre uomini di 80 anni, una donna di 80 anni e un uomo di 90 anni), DuPage (due donne sui 70 anni), Kane (un uomo sui 80 anni), Lake (una donna sui 60 anni), McLean (un uomo sui 70 anni), Morgan (un uomo di 80 anni), St. Clair (una donna di 30 anni), Will (un uomo di 80 anni e una donna di 80 anni). 

### Aprile

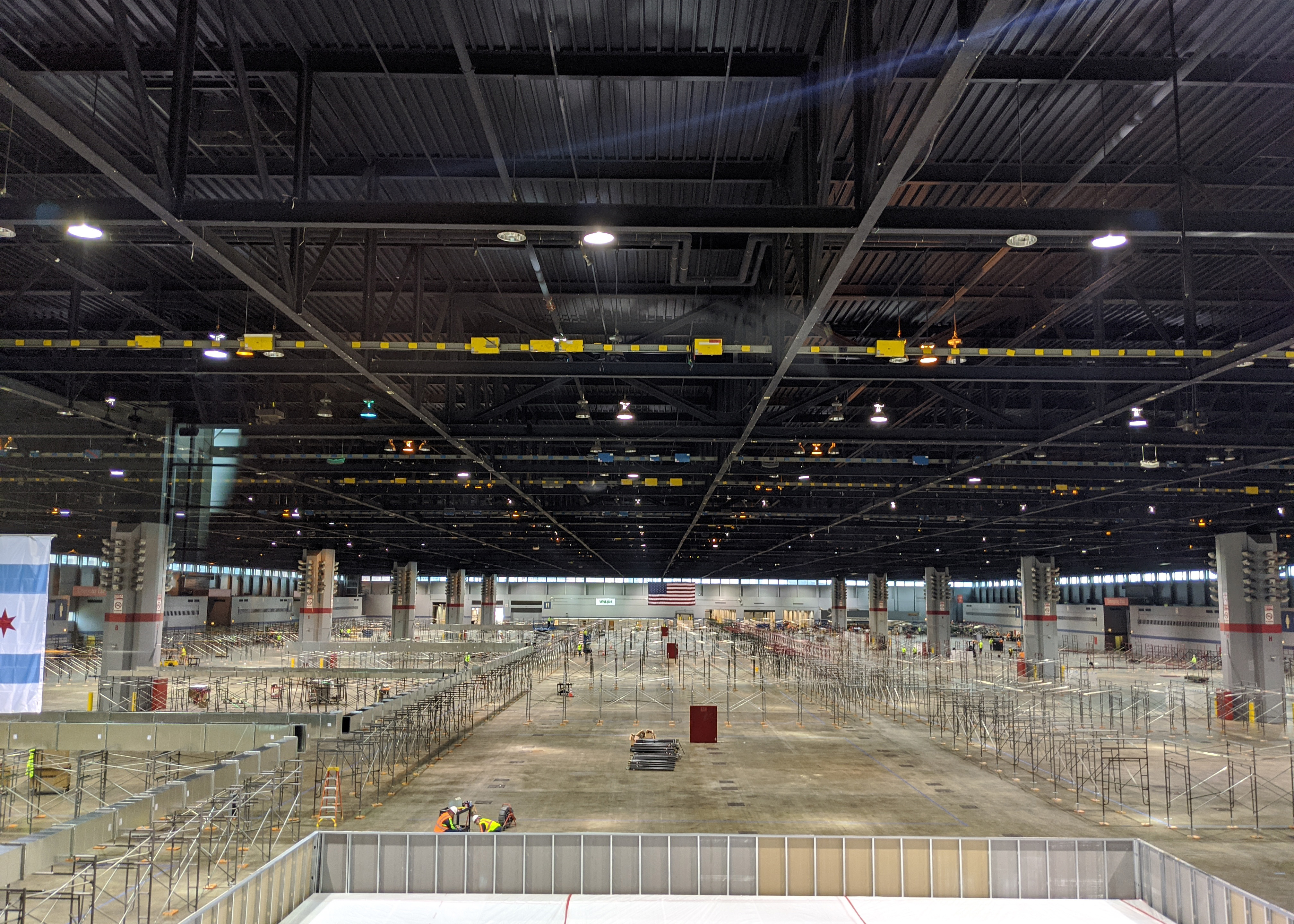
Costruzione della struttura di assistenza alternativa COVID19 del padiglione B al McCormick Place, Chicago.

Il 9 aprile le contee di Hancock, Pulaski e Schuyler hanno segnalato i loro primi casi confermati.
Il 10 aprile le contee di Fulton e Greene hanno annunciato i loro primi casi confermati.
L'11 aprile le contee di McDonough, Perry e Warren hanno segnalato i loro primi casi. Il Dipartimento degli Affari dei Veterani degli Stati Uniti d'America dell'Illinois ha riferito che un dipendente dell'Illinois Veterans Home a Manteno è risultato positivo al test per COVID-19 e che si stava isolando a casa sua. Non c'era alcuna indicazione di residenti che abbiano contratto la malattia in nessuna delle case dei veterani dell'Illinois in tutto lo stato. The Prince House, una struttura indipendente di Manteno che offre aiuti a veterani senzatetto, quattro dei suoi dipendenti e due veterani senzatetto sono risultati positivi al COVID-19.

## Risposta del governo
Il 9 marzo, il governatore J. B. Pritzker ha emesso un proclama di disastro, l'equivalente di uno stato di emergenza, poiché sono stati annunciati quattro nuovi casi nello stato. Dal 9 marzo in poi, Pritzker e il Dipartimento della salute pubblica dell'Illinois hanno pubblicato rapporti quotidiani sulla crisi. Il 18 marzo, il governatore Pritzker ha annunciato un nuovo sito web che sarebbe stato un centro di informazioni centralizzato con risorse relative al coronavirus e all'impatto sui residenti e sulle imprese dell'Illinois.

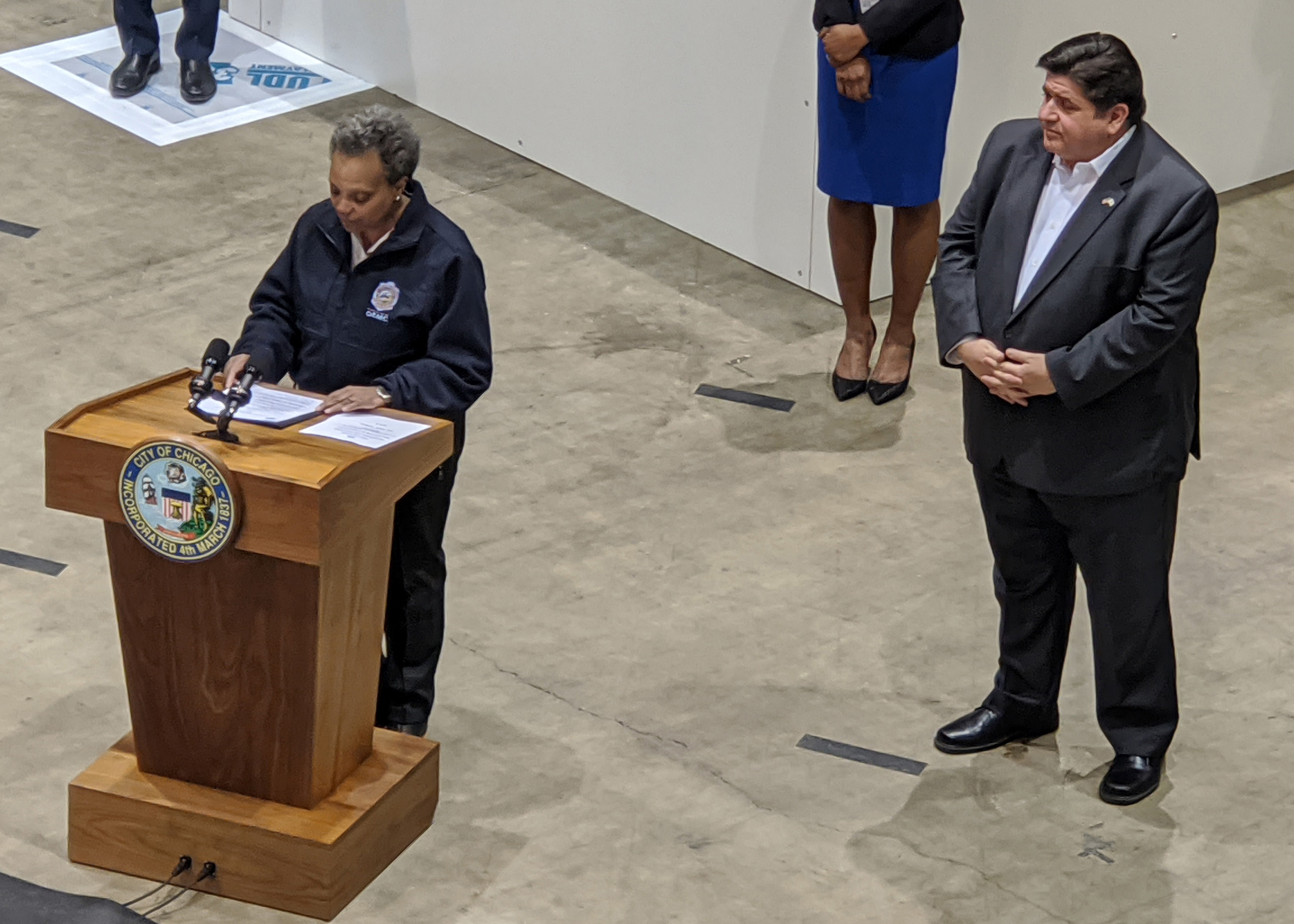
Il sindaco di Chicago Lori Lightfoot durante una conferenza stampa, dietro di se il governatore dell'Illinois J. B. Pritzker al McCormick Place.

A marzo, il governo dello stato ha annunciato una serie di misure sempre più intense per ottenere l'allontanamento sociale. Il 13 marzo il governatore Pritzker ha annunciato che tutte le scuole dell'Illinois sarebbero state chiuse per un periodo che inizierà il martedì successivo e durerà fino alla fine del mese. L'annuncio del governatore è arrivato dopo che centinaia di distretti scolastici pubblici e scuole private avevano già annunciato la chiusura. Il 15 marzo il governatore Pritzker ha annunciato che tutti i bar e ristoranti saranno chiusi fino al 30 marzo per "far rispettare e preservare la sicurezza e la salute di tutti i residenti dell'Illinois". Le attività con opzioni di consegna e da asporto potranno comunque servire. Il 16 marzo il governatore Pritzker ha annunciato che tutte le riunioni di 50 o più persone saranno annullate in conformità con le nuove linee guida del CDC. L'Illinois Gaming Board ha sospeso tutte le operazioni di videogiochi in tutti gli stabilimenti di videogiochi autorizzati e ha sospeso le operazioni di gioco in tutti i casinò dal 16 al 30 marzo. Il 20 marzo, il governatore Pritzker ha annunciato un ordine di soggiorno in tutto lo stato dal 21 marzo al 7 aprile 2020. Tutte le attività commerciali non essenziali devono essere chiuse (ad es. Teatri, parchi, biblioteche, ecc.), mentre le attività essenziali come negozi di alimentari, distributori di benzina, ospedali, farmacie devono rimanere aperte. Il 31 marzo, il governatore Pritzker ha prorogato l'ordine statale di restare a casa fino al 30 aprile. Il 23 aprile il governatore Pritzker ha esteso l'ordine di soggiorno fino al 29 maggio con alcune modifiche. Alle chiese è stato inoltre vietato di tenere riunioni con più di 10 persone presenti. Alcune chiese hanno sfidato l'ordine del governatore, tenuto riunioni e quindi intentato cause federali.